# Petite Glâne
Die Petite Glâne (deutsch so viel wie Kleine Glane) ist ein 30 km langer linker Nebenfluss der Broye. Sie entwässert einen Abschnitt des Mittellandes der Romandie, wobei sie Gebiete der Kantone Waadt und Freiburg durchfliesst.

## Name
Der Flussname geht auf das keltische Wort glana (rein) zurück.

## Geographie

### Verlauf
Die Quelle der Petite Glâne befindet sich beim Gehöft Vers le Moulin am Rande der Exklave Vuissens auf der Gemeindegrenze zwischen Estavayer und Valbroye. Sie liegt auf 674 m ü. M. in einer Mulde im Molassehügelland zwischen den Tälern von Mentue im Westen und Broye im Osten. 
In ihrem Oberlauf fliesst die Petite Glâne auf Waadtländer Kantonsgebiet in einem verhältnismässig breiten Tal mit flacher Talaue nach Nordosten, flankiert von den bis zu 150 m höheren Höhenrücken des Molassehügellandes. Bald tritt sie jedoch wieder auf Freiburger Boden (Exklave Estavayer-le-Lac) über. Unterhalb des Dorfes Granges-de-Vesin mündet von links der Ruisseau du Bainoz, der bedeutendste Zufluss der Petite Glâne.
Bis Montet (Broye) weist die Petite Glâne ein kontinuierliches Gefälle von 2 bis 4 % auf. Hier tritt sie in den äussersten Westen der Broyeebene ein und überwindet auf den letzten 15 km nur noch eine Höhendifferenz von 25 m. In der landwirtschaftlich intensiv genutzten Ebene fliesst die Petite Glâne auf mehr als 10 km parallel zur Broye. Sie verläuft dabei stets entlang des nordwestlichen Randes der Broyeebene, am Fuss des Höhenrückens zwischen der Ebene und dem Neuenburgersee. Aufgrund des komplizierten Verlaufs der Kantonsgrenzen im Broyetal wechselt die Petite Glâne mehrmals die Hoheitsgebiete der Kantone Waadt und Freiburg. 
1 km westlich des Murtensees mündet sie bei der Ortschaft Salavaux (Gemeinde Vully-les-Lacs) auf 429 m ü. M. in die Broye.
Der etwa 30 km lange Lauf der Petite Glâne endet ungefähr 245 Höhenmeter unterhalb ihrer Quelle, sie hat somit ein mittleres Sohlgefälle von etwa 8,2 ‰.

### Einzugsgebiet
Das 100,54 km² grosse Einzugsgebiet der Petite Glâne wird durch sie über die Broye, den Zihlkanal, die Aare und den Rhein zur Nordsee entwässert.
Es besteht zu 12,4 % aus bestockter Fläche, zu 79,4 % aus Landwirtschaftsfläche und zu 7,8 % aus Siedlungsfläche.
Flächenverteilung
Die Mittlere Höhe des Einzugsgebietes beträgt 535 m ü. M., die Minimale Höhe liegt bei 429 m ü. M. und die Maximale Höhe bei 819 m ü. M.

### Zuflüsse
- Ruisseau des Barges (rechts)
- Ruisseau d'Autavaux (rechts)
- Ruisseau des Riaux (rechts)
- Ruisseau de la Palud (rechts)
- Ruisseau du Creux des Prés (rechts)

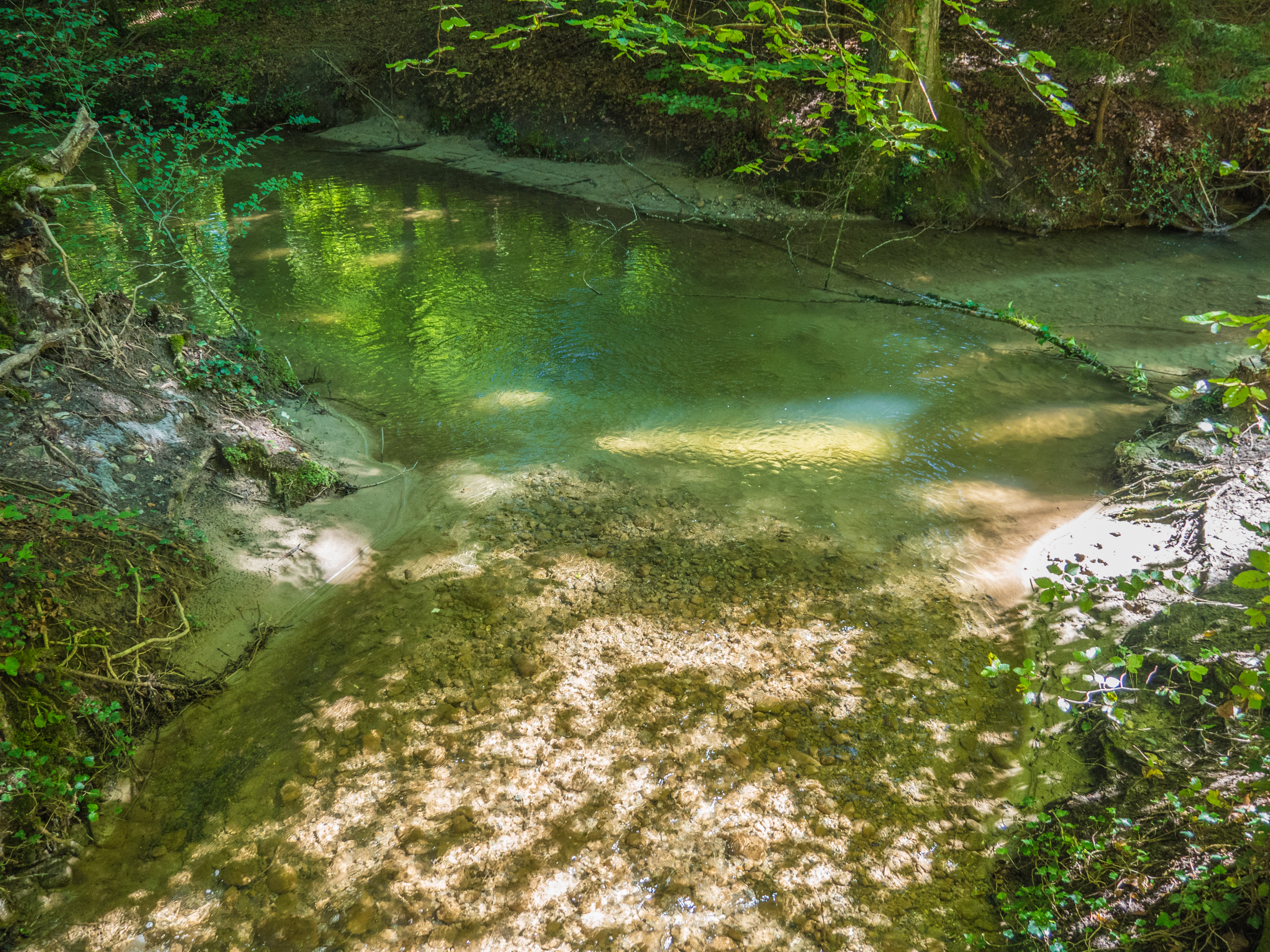
Ruisseau du Bainoz
(Mündung in die Petite Glâne)

- Ruisseau du Bainoz (links)
- Ruisseau de l’Arignon (links)
- Ruisseau des Avanturies (rechts)
- Fossé Neuf (rechts)
- Ruisseau du Grabe (links)
- Grand Fossé (rechte Abzweigung)
- Ruisseau de Chesard (links)
- Ruisseau des Vaux (links)
- La Chenaletta (links)
- Ruisseau de Gruon (links)
- Ruisseau de Seyvaux (links)
- Le Montauban (links)

## Hydrologie
An der Mündung der Petite Glâne in die Broye beträgt ihre modellierte mittlere Abflussmenge (MQ) 1,12 m³/s, und ihr Abflussregimetyp ist pluvial inférieur.
Der modellierte monatliche mittlere Abfluss (MQ) der Petite Glâne in m³/s

## Charakter
Der Oberlauf der Petite Glâne befindet sich noch heute in naturnahem, teilweise natürlichem Zustand. Der gesamte Abschnitt in der Broyeebene ist jedoch kanalisiert und auf weiten Strecken begradigt. Hier wird der Kanal Grand Fossé von der Petite Glâne abgeleitet, der für die Bewässerung der Kulturen in der Ebene dient. Die Wasserkraft der Petite Glâne, insbesondere des oberen Flusslaufes, wurde früher für den Betrieb von Mühlen und Sägewerken genutzt.
Ab 2022 bis 2026 wird insgesamt ein 6,8 km langer Abschnitt der Petite Glâne einer Revitalisierung unterzogen. Betroffen sind die Gemeinden Vallon (FR), Missy (VD), Saint-Aubin (FR) und Vully-les-Lacs (VD).

## Brücken

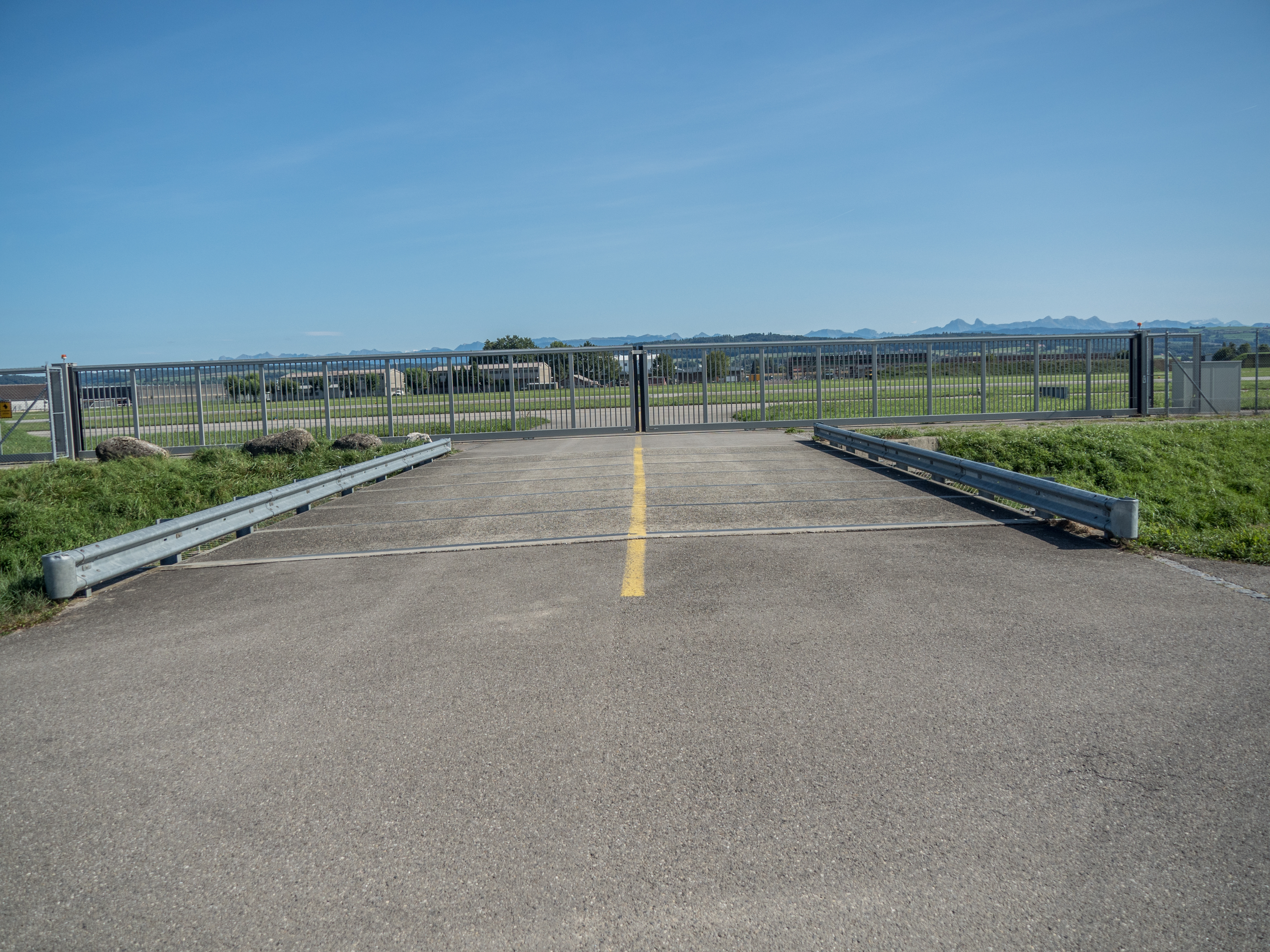
Eine der drei Rollbahn-Brücken beim Militärflugplatz Payerne

Auf ihrem Weg wird sie von rund 50 Brücken überquert.